# Franco Arcalli
Franco Arcalli, né le 13 mars 1929 à Rome et mort le 24 février 1978 dans la même ville, est un monteur, scénariste et acteur italien.

## Biographie

### Origines
Il est né à Rome dans une famille vénitienne. Le nom de famille de son père était Orcalli, mais Franco a été enregistré comme Arcalli en raison d'une erreur de l'officier d'état civil, qui n'a jamais été corrigée. À l'âge de cinq ans, il s'installe à Venise après la mort prématurée de son père, tué par des fascistes, et il s'engage chez les partisans. Il s'est marié très jeune et en 1952, son fils unique, Massimo, est né.

### Débuts
Il entre dans le monde du cinéma en 1954 en tant qu'acteur, jouant un petit rôle dans Senso de Luchino Visconti. Il joue dans deux autres films, puis se lance dans une carrière de scénariste et de monteur grâce à Tinto Brass, avec lequel il collabore sur un film collage, Ça ira, il fiume della rivolta. Cette première œuvre de Tinto Brass ne sera projeté qu'à la Biennale de Venise en 1962. Sa deuxième œuvre avec Tinto Brass est Qui travaille est perdu, dans laquelle, en plus de collaborer au scénario, Arcalli joue un ex-partisan qui porte son propre nom (Kim),.

### Le compagnonnage avec Giulio Questi
Cette heureuse expérience lui vaut d'être remarqué par le producteur Moris Ergas, qui l'invite à revenir à Rome et à travailler de façon permanente pour sa société de production Zebra Film. Arcalli accepte et monte, entre autres, Des filles pour l'armée (1965) de Valerio Zurlini, et le segment Il passo tourné par Giulio Questi pour le film Amori pericolosi. Une amitié profonde naît entre Kim et Giulio Questi (ils seront surnommés Jules et Kim par Enrico Ghezzi, en référence au film Jules et Jim de François Truffaut) qui donnera vie à un cinéma particulier, assez isolé du reste de la production de l'époque, peu reconnu par la critique et peu soutenu par la distribution. Les trois films suivants de Questi sont montés et scénarisés par Arcalli : Tire encore si tu peux, La Mort a pondu un œuf et Arcana,.

### Le succès
Après la faillite financière d'Ergas, Kim travaille à Italnoleggio Cinematografico, où il monte un deuxième film pour Zurlini (Assis à sa droite) et quelques comédies italiennes.
C'est avec le passage à l'Euro International Film de Marina Cicogna qu'Arcalli s'est imposé comme un monteur « créatif », plutôt que comme un simple technicien. Ses interventions sur Disons, un soir à dîner sont significatives : né comme une œuvre théâtrale, ce film risquait de devenir ennuyeux s'il était monté de manière linéaire. Entre les mains d'Arcalli, le film acquiert des éléments d'intérêt précisément grâce à la succession des séquences, souvent jouées par rapport à la musique ou par rapport aux contrastes entre un plan et le suivant.
Bien qu'il travaille pour Euro International Film, Arcalli a le pouvoir de choisir les films à monter : il s'associe donc à des auteurs comme le Padouan Salvatore Samperi et à des personnalités prestigieuses comme Michelangelo Antonioni, Giuseppe Patroni Griffi et Eriprando Visconti. Curieusement, ce n'est pas lui qui choisit de travailler pour Bernardo Bertolucci. Il s'agit d'une initiative de la société de production, en la personne de Giovanni Bertolucci, le cousin du réalisateur. Le travail effectué pour Le Conformiste (1970) sera une véritable réécriture du film au ralenti, dans laquelle Kim « casse » les longs plans-séquences créés par Bertolucci et fragmente la structure narrative. Des inévitables affrontements dialectiques entre les deux hommes est né un grand partenariat professionnel, qui s'est poursuivi sur les films Le Dernier Tango à Paris et 1900, auxquels Arcalli a également collaboré en tant que scénariste,. Le film La luna (1979) de Bertolucci est sorti après sa mort et Arcalli a eu seulement le temps de le scénariser. Il a dû en revanche être monté par Gabriella Cristiani, une jeune monteuse qu'il avait encouragée.
Sa collaboration avec Michelangelo Antonioni, pour Zabriskie Point (1970) et Profession : reporter (1975), a fait de Franco Arcalli le monteur le plus recherché par les producteurs italiens d'un certain cinéma d'auteur de ces années-là. Remarquable en ce sens est sa contribution au Portier de nuit (1974) de Liliana Cavani, un film tissé de références, de flashbacks et de déplacements temporels.

### Dernières œuvres
L'apparition d'une maladie grave ne l'empêche pas de continuer à travailler, parfois fébrilement, pour mener à bien les projets auxquels il participe. Pour Le Désert des Tartares (1976), il devra être assisté de Raimondo Crociani, mais entre-temps, il continue à travailler sur le scénario d'Il était une fois en Amérique (1984), le chef-d'œuvre de Sergio Leone.
Sa mort est survenue soudainement, laissant nombre de ses projets non réalisés. Le plus célèbre d'entre eux est le montage d'Apocalypse Now, qui, entre ses mains, serait probablement devenu un film complètement différent,.
Franco Arcalli est mort d'un cancer, à Rome, le 24 février 1978, à l'âge de 48 ans,,.

## Filmographie

### Monteur
- 1964 : La Femme, quelle chose merveilleuse ! (La donna è una cosa meravigliosa) de Mauro Bolognini
- 1964 : Amori pericolosi - segment Il passo de Giulio Questi
- 1965 : Des filles pour l'armée (Le soldatesse) de Valerio Zurlini
- 1967 : Tire encore si tu peux (Se sei vivo spara) de Giulio Questi
- 1968 : Nos héros réussiront-ils à retrouver leur ami mystérieusement disparu en Afrique ? (Riusciranno i nostri eroi a ritrovare l'amico misteriosamente scomparso in Africa?) d'Ettore Scola
- 1968 : La Mort a pondu un œuf (La morte ha fatto l'uovo) de Giulio Questi
- 1968 : Assis à sa droite (Seduto alla sua destra) de Valerio Zurlini
- 1968 : La Fille qui ne savait pas dire non (Il suo modo di fare) de Franco Brusati
- 1968 : Histoires extraordinaires - segment William Wilson de Louis Malle
- 1969 : Maximum Flic (Colpo Rovente) de Piero Zuffi
- 1969 : Disons, un soir à dîner (Metti, una sera a cena) de Giuseppe Patroni Griffi
- 1970 : Uccidete il vitello grasso e arrostitelo de Salvatore Samperi
- 1970 : Cœurs solitaires (Cuori solitari) de Franco Giraldi
- 1970 : Zabriskie Point de Michelangelo Antonioni
- 1970 : Le Conformiste (Il conformista) de Bernardo Bertolucci
- 1970 : Fermate il mondo... voglio scendere! de Giancarlo Cobelli
- 1970 : Michel Strogoff (Michele Strogoff, corriere dello zar) de Eriprando Visconti
- 1970 : Les Incorruptibles défient la mafia (Il sasso in bocca) de Giuseppe Ferrara
- 1970 : Veruschka, poesia di una donna de Franco Rubartelli (it)
- 1971 : Un'anguilla da 300 milioni de Salvatore Samperi (1971)
- 1971 : Maddalena de Jerzy Kawalerowicz
- 1971 : Dommage qu'elle soit une putain (Addio fratello crudele) de Giuseppe Patroni Griffi
- 1971 : Romance (Incontro) de Piero Schivazappa
- 1971 : Come Together de Saul Swimmer (en)
- 1972 : Sans famille, sans le sou, en quête d'affection (Senza famiglia, nullatenenti cercano affetto) de Vittorio Gassman
- 1972 : Mourir d'amour (D'amore si muore) de Carlo Carunchio
- 1972 : Arcana de Giulio Questi
- 1972 : Au nom du père (Nel nome del padre) de Marco Bellocchio
- 1972 : Le Dernier Tango à Paris (Ultimo tango a Parigi) de Bernardo Bertolucci
- 1972 : Enquête sur la mort par empoisonnement du détenu Pisciotta Gaspare (Il caso Pisciotta) d'Eriprando Visconti
- 1972 : Chung Kuo, la Chine (Chung Kuo, Cina), documentaire de Michelangelo Antonioni
- 1972 : La Drôle d'affaire (La cosa buffa) d'Aldo Lado
- 1972 : Beati i ricchi de Salvatore Samperi
- 1972 : Fiorina la vacca de Vittorio De Sisti (supervision du montage)
- 1973 : Una breve vacanza de Vittorio De Sica
- 1974 : Simona de Patrick Longschamps
- 1974 : Milarépa (Milarepa) de Liliana Cavani
- 1974 : Le Voyage (Il viaggio) de Vittorio De Sica
- 1974 : Identikit de Giuseppe Patroni Griffi
- 1974 : Portier de nuit (Il portiere di notte) de Liliana Cavani
- 1974 : Fascista de Nico Naldini - documentaire
- 1975 : Profession : reporter (Professione : reporter) de Michelangelo Antonioni
- 1976 : La orca d'Eriprando Visconti
- 1975 : 1900 (Novecento) de Bernardo Bertolucci
- 1976 : Movie rush - La febbre del cinema (it) d'Ottavio Fabbri
- 1976 : Le Désert des Tartares (Il deserto dei Tartari ) de Valerio Zurlini
- 1977 : Caresses bourgeoises (Una spirale di nebbia) d'Eriprando Visconti
- 1977 : Oedipus orca d'Eriprando Visconti
- 1977 : Berlinguer ti voglio bene de Giuseppe Bertolucci (supervision du montage)
- 1977 : Au-delà du bien et du mal (Al di là del bene e del male) de Liliana Cavani

### Scénariste
- 1963 : Qui travaille est perdu (Chi lavora è perduto) de Tinto Brass
- 1964 : Ça ira de Tinto Brass
- 1967 : Tire encore si tu peux (Se sei vivo spara) de Giulio Questi
- 1968 : La Mort a pondu un œuf (La morte ha fatto l'uovo) de Giulio Questi
- 1972 : Le Dernier Tango à Paris (Ultimo tango a Parigi) de Bernardo Bertolucci
- 1972 : Arcana de Giulio Questi
- 1975 : 1900 (Novecento) de Bernardo Bertolucci
- 1977 : Au-delà du bien et du mal (Al di là del bene e del male) de Liliana Cavani
- 1979 : La luna de Bernardo Bertolucci
- 1984 : Il était une fois en Amérique (Once Upon a Time in America) de Sergio Leone

### Acteur
- 1954 : Senso de Luchino Visconti
- 1954 : Mambo de Robert Rossen
- 1963 : Qui travaille est perdu (Chi lavora è perduto) de Tinto Brass
- 1968 : Histoires extraordinaires de Federico Fellini, Louis Malle et Roger Vadim